# Hernando Cerrada Marín
Hernando Cerrada Marín (Higuera de Vargas, 1530 - 1613) fue un militar y conquistador español en Venezuela.

## Biografía
Natural de Higuera de Vargas (Badajoz), hijo de Benito Cerrada y Juana Pérez Marín. Nació hacia 1530 y murió en 1613. Muy joven se embarcó hacia el Nuevo Reino de Granada (después de 1547), y como soldado prestará servicios en Santa Marta, Tunja y Pamplona, desde donde llegaba a  Santiago de los Caballeros de Mérida. 
En 1559 como lugarteniente del capitán Juan Maldonado que, obedeciendo órdenes de la Real Audiencia de Santa Fe, comandaba una expedición para prender al fundador de Mérida, Juan Rodríguez Suárez, por haberse extralimitado en las funciones que llevaba, ya que solamente tenía permiso para explorar y buscar yacimientos mineros en la zona de la Sierra Nevada.
Hernando Cerrada participaba en la refundación de Mérida, se avecina en la nueva ciudad y comienza a destacar como soldado y persona influyente. Durante la pacificación del territorio, será herido la primera vez de un flechazo en el puerto del lago de Maracaibo, y posteriormente en otros encuentros con los indios, que recibió dos graves lanzadas que lo tuvieron al borde de la muerte.
Cerrada se casaba en Tunja en 1568 con doña Juana de Mejías, Este matrimonio procreó doce hijos (ocho mujeres María, Mariana. Inés, Isabel, Juana, Francisca, Catalina y Magdalena) y cuatro varones (Juan, Pedro, Alonso y Hernando). Además tuvo otros dos naturales: Catalina y Juan Pérez de Cerrada. 

La segunda hija del capitán Hernándo Cerrada Marín la señorita Isabel Cerrada Mexía, se casa con el Capitán Alonso García de Rivas y Toledo. 
"Se le confió el repartimiento de los Aricaguas al capitán Alonso de Ribas, yerno del capitán Hernán Cerrada Marín, uno de los fundadores de Mérida. Tuvieron encomiendas en esta región Juan Pérez Dávila, Diego de la Peña, Diego Prieto Dávila y otros." 
Como sucede con otras personas, Hernando Cerrada, no aparece su nombre ni su alistamiento de salida en los libros de la Casa de Contratación de Sevilla, posiblemente pertenecía a ese colectivo que tenían prohibida la salida de y subrepticiamente abandonaban España por ocultas razones (como ser converso, morisco, u otra serie de causas).

## Atajando las iniquidades del tirano Aguirre
En  1561, Lope de Aguirre y sus marañones que habían navegado  por el río Amazonas tras el mito de El Dorado llegan a la isla de Margarita donde cometen múltiples atrocidades. Después en Tierra Firme saquearon varias ciudades venezolanas hasta llegar a Barquisimeto a finales de octubre. Alertadas por Pedro Alonso Galeas, un marañón desertor de la expedición, las autoridades españolas desde El Tocuyo, deciden atajar los abusos de Aguirre. 
Hernando Cerrada se distingue en la acción cuando se dirigen a detener a Lope de Aguirre, entrando de los primeros en el recinto; detrás le seguía Diego García de Paredes y otros soldados más el 26 de octubre de 1561. Dos de los marañones le apuntaron a Lope de Aguirre con sus arcabuces; uno de ellos disparó, pero solo consiguió rozarlo, causando la mofa del conquistador. El otro marañón sí acertó, matándolo en el acto. Saltó luego sobre él un soldado, llamado Custodio Hernández quien por orden del Maese de Campo García de Paredes, le cortó la cabeza. Su cuerpo fue descuartizado y sus restos fueron comidos por los perros con la excepción de su cabeza que fue enjaulada y expuesta como escarmiento en El Tocuyo. En un juicio post mortem  realizado en El Tocuyo Aguirre fue declarado culpable del delito de lesa majestad.

## Encomendero y político
Rota la amenaza de Aguirre, Cerrada vuelve a Mérida y compartirá la milicia con la política cabildante y la atención de las productivas encomiendas que le han sido concedidas por sus activos servicios. Encomiendas que con el pasar del tiempo le convertirán en próspero hacendado.
En 1577, con el capitán Juan Andrés Varela y bajo los auspicios del Gobernador Francisco de Cáceres, Cerrada participaba en la fundación de Altamira de Cáceres (cerca de la actual Barinas), donde ocupará los cargos de teniente de gobernador y justicia mayor. También en 1577, Cerrada era nombrado teniente de gobernador de Mérida y al año siguiente lo distinguían con el Cargo de Regidor. 

## Enemistades
Entre los capitanes Juan Maldonado y Juan Rodríguez Suárez, existía una marcada enemistad por razones de competencia castrense, y porque ambos pretendían casarse con doña María de Velasco, hija del capitán Ortún Velázquez de Velasco, residente en la Pamplona neogranadina.
Estas diferencias entre ambos capitanes y el incidente ocurrido cuando Maldonado detiene a Rodríguez Suárez, dividirá durante muchos años a los pobladores de la ciudad Mérida en dos bandos rivales, que se enfrentarán políticamente por varias décadas y generaciones.

## Enfrentamientos de banderías
Los Cerrada, partidarios de Maldonado y los Gaviria, partidarios de Rodríguez Suárez, se convierten en influyentes personajes dentro de la colonia; junto a sus numerosos descendientes y otros dos grupos antagónicos auspiciados por ellos (los Uzcátegui y los Rangel).
Autoritariamente y cada uno por su lado, hacen y deshacen lo que les apetece, llegando a tales abusos que la Real Audiencia de Santa Fe tendrá que tomar carta en el asunto para atajar los desmanes de estas familias.